# Marc Baumgartner
Marc Baumgartner, född 4 mars 1971 i Bern, är en schweizisk före detta handbollsspelare. Han är högerhänt och spelade i anfall som vänsternia. Han spelade 169 landskamper för Schweiz landslag och gjorde totalt 1 093 landslagsmål (i snitt 6,47 mål per landskamp). Vid VM 1993 i Sverige blev Baumgartner delad skytteligavinnare, då Schweiz slutade på fjärde plats efter förlust i bronsmatchen mot Sverige.

## Klubbar
Ungdomslag
- GG Bern
- BSV Bern Muri (–1987)

Seniorlag
- BSV Bern Muri (1987–1994)
- TBV Lemgo (1994–1998)
- Pfadi Winterthur (1998–2000)
- TBV Lemgo (2000–2005)
- BSV Bern Muri (2005–2006)

## Meriter
- med TBV Lemgo
  - 2x Tysk mästare: 1997, 2003
  - 3x Tysk cupmästare: 1995, 1997, 2002
  - Cupvinnarcupen: 1996
- med Schweiz landslag
  - 4:e plats vid VM 1993
  - Skyttekung vid VM 1993